# Rotten-Oktett
Das Rotten-Oktett war ein Gesangs-Männeroktett aus dem Oberwallis. Es wurde 1979 gegründet und 1992 aufgelöst. Die Mitglieder des Rotten-Oktetts blieben in der Folge noch zusammen und sangen forthin als Geischterchor mit dem Ensemble Oberwalliser Spillit. Es gelangten Werke wie der Alb-Cher (Heinz Holliger), Gargantua (Jürg Wittenbach) im In- und Ausland zur Aufführung.

## Geschichte
Das Rotten-Oktett bestand aus acht Männern, die sich in die vier Register – erster und zweiter Tenor, erster und zweiter Bass – je zu zweit, aufteilten. Die Mitglieder waren ausschliesslich Amateursänger. Die Gruppe hatte Auftritte im Radio und Fernsehen. Ihr Programm reichte von klassischem Liedgut bis zur modernen Unterhaltungsliteratur. In den 13 Jahren seines Bestehens gab das Rotten-Oktett etwa 130 Konzerte.
Leiterin des Ensembles war Antonia Heinzen-Schalbetter, eine ausgebildete Musikerin und Konzertorganistin. Gründer war Alfons Mattig, aktiv von 1979 bis 1992.
Mitglieder
- 1. Tenor: Beat Schmid, Otto Vogel
- 2. Tenor: André Gsponer, Beat Vogel
- 1. Bass: Alfons Mattig, Cäsar Schnydrig
- 2. Bass: Stefan Ritz, Paul Schnyder

## Tonträger
- 1983: Evergreens & Classics mit dem Rotten-Oktett (CH Record, CHL 4338)
- 1983: Weihnachtskonzert: Sonntag, 18. Dezember 1983 in der Dreikönigskirche in Visp (Musikhaus Musical)